# 劉秀之
劉秀之（397年—464年2月6日），字道寶，東莞莒人。劉秀之是劉裕心腹、晉尚書僕射劉穆之的堂侄。南朝宋官員，為人儉吝，但於地方都有治績。

## 生平
劉秀之父親劉仲道早亡，秀之早年亦貧寒，但他有志向節操，十多歲時曾經和人在一小洲遊玩，突然有一條大蛇出現，來勢還很凶猛，嚇得同行的人都大叫，只有秀之保持鎮定，令眾人驚異。何承天亦欣賞秀之，將女兒嫁給他。
景平元年（424年），朝廷以秀之為駙馬都尉、奉朝請。秀之以家貧而自求出任廣陵郡丞。後秀之先後做過江夏王劉義恭的撫軍行參軍、彭城王劉義康的平北行參軍，以及無錫、陽羨、烏程令，在任期間都有能幹的名聲。元嘉十六年（439年），秀之轉任建康令，後當過尚書中兵郎，再任建康令，因著他纖細慎密的性格，擅於揭露微小隱藏的罪行，在政甚有名聲，於是獲得吏部尚書沈演之多次向宋文帝稱許。
元嘉二十二年（445年），武陵王劉駿出任雍州刺史，以秀之任其撫軍錄事參軍、襄陽令。當時襄陽有六門堰，內有良田數千頃，但因為堰日久失修，故令這些田地都荒廢了；秀之受命復修，讓田地復耕，令當地變得豐饒。後改領廣平太守。元嘉二十五年（448年），秀之轉督梁南北秦三州諸軍事、寧遠將軍、西戎校尉、梁南秦二州刺史。元嘉二十七年（450年），宋文帝發動北伐，命秀之節度楊文德、劉弘宗等進攻汧水、隴山一帶，又分遣錫千秋領二千兵攻子午谷；竺宗之領三千兵攻駱谷；梁尋領一千兵攻斜谷。其時氐人楊高以陰平及平武兩地氐人拒抗宋軍，為楊文德所擊斬，奪二縣，但隨後文德無法攻下啖提氐，秀之就將其執送荊州。」。元嘉二十九年（452年），文帝再度北伐，秀之也派了蕭道成進攻關中。
元嘉三十年（453年），太子劉劭弒父篡位，劉秀之聞訊後即立即起兵，並請求率眾東出襄陽勤王，但當時都督梁南北秦諸軍事的南譙王劉義宣不允。不久劉劭被武陵王劉駿消滅，劉駿即位為宋孝武帝，遷秀之為使持節、督益寧二州諸軍事、寧朔將軍、益州刺史。孝建元年（454年），劉義宣等人起兵反抗孝武帝，派了參軍王曜向秀之徵兵，秀之殺了王曜，立即戒嚴，並派了中兵參軍韋山松東下進攻江陵。雖然山松軍在江陵遭到魯秀消滅，但朝廷軍隊還是平滅了義宣等軍，並進秀之為征虜將軍，改督二州諸軍事為監二州諸軍事，並封康樂縣侯，食邑六百戶。
孝建二年（455年），秀之轉監郢州諸軍事、郢州刺史，但從未上任，至大明元年（457年）受徵為右衞將軍。大明二年（458年），秀之轉任丹陽尹，其實官府在市場賖貸不還錢，百姓對此都有怨言，而秀之也覺得這很不恰當，遂懇切陳詞，但朝廷只接納其言而不肯禁止這行為。大明三年（459年），秀之轉任尚書右僕射，次年定制令時論及平民殺害官吏者遇赦應否加以流放問題，秀之則認為雖然律法中沒有特別提到殺害官吏，但若果只是流放就和一般殺人無異，為了讓人民尊敬官吏如敬父母，建議殺官吏者遇赦也要長期囚於尚方，家屬都要充軍；朝廷終聽從秀之的建議。
大明五年（461年），秀之加領太子右衞率，同年海陵王劉休茂於襄陽反叛，為參軍尹玄慶起兵所殺，當時劉秀之弟弟劉恭之是休茂的中兵參軍，本獲推行雍州事，但不久以前還為休茂奮戰的義成太守薛繼考此時就以兵脅逼恭之，讓自己在呈報朝廷的信息中取代尹玄慶成為平亂功臣。劉秀之這時受命以本官到雍州慰勞當地，並揭發繼考的圖謀。事件結束後秀之還都，於同年十月轉任使持節、散騎常侍、都督雍梁南北秦四州郢州之竟陵隨二郡諸軍事、安北將軍、寧蠻校尉，雍州刺史。宋孝武帝還親自到新亭送秀之出發。
後來孝武帝打算徵秀之為尚書左僕射，但未得實行秀之就在大明八年（464年）去世，享年六十八歲，宋孝武帝亦深感痛惜，追贈侍中、司空，增封至一千戶，諡為忠成公。

## 性格特徵
劉秀之善於理政，早年於無錫等縣任縣令時都有名聲，至後來上任梁南秦二州刺史時，所轄的漢川一帶糧食不豐，情勢不穩，但秀之自求儉約，也廢止了當地以絹布作貨幣的習慣，讓人民皆用錢幣作貨幣，最終任內州境都無亂事，百姓亦受惠。在他任梁州及後來轉任益州刺史期間，他以身作則的行為亦令遠近安然。
秀之為人率性而無風采，但思行堅正，為官清廉，梁益二州本來是豐饒之地，以前擔當過這兩州刺史的大多都營私聚斂，但秀之離任梁州時竟將自己二百八十萬錢的俸禒留在梁州鎮庫中，至死時亦家無餘財。孝武帝常拿群臣來開玩笑，就因秀之的儉約而叫他做「老慳」

## 家庭

### 兄弟
- 劉欽之，秀之兄，東晉右軍參軍，隨朱齡石北鎮關中，並與其一同敗沒。
- 劉恭之，秀之弟
- 劉粹之，秀之弟，晉陵太守

### 子女
- 劉景遠，嗣子，前軍將軍。

## 延伸阅读
[在维基数据编辑]
 《宋書/卷81》，出自沈约《宋书》